# Патара Оче
Патара Оче (груз. პატარა ოჩე) — село в Грузії.
За даними перепису населення 2014 року в селі проживає 221 особи.